# シャーリー・イートン
シャーリー・イートン（Shirley Eaton、1937年1月12日 - ）は、イギリスの女優、モデル。
1950年代から1960年代にかけてのセックスシンボルであり、ブロンドの髪とロンドン・アクセントから「ロンドンの魅惑的な女」と呼ばれていた。同年代の映画界で活躍し、1964年公開の『007 ゴールドフィンガー』でボンドガールを演じたことで注目を集めた。1969年に子供を育てるために女優業を引退した。

## 来歴

### 生い立ち
1937年にミドルセックスのエッジウェアで生まれ、キングズベリーで育った。プリンセス・アベニューのロー・グリーン・プライマリースクールに通い、アイダ・フォスター・シアター・スクールに合格してドラマを専攻し、16歳まで在籍した。ベンジャミン・ブリテンの『Let's Make an Opera!』で女優デビューし、1954年には『Going to Town』に出演した。

### キャリア
1950年代を通してイートンは舞台とテレビで歌手として活躍し、出演したバラエティ番組やプリンス・オブ・ウェールズ劇場で歌を披露し、多くの映画にも出演した。1956年に『ボートの三人男』、1957年に『 Date with Disaster』に出演し、その後も『Life Is a Circus』『The Girl Hunters』に出演し、『セイント 天国野郎』ではロジャー・ムーアと共演している。1957年にはユーロビジョン・ソング・コンテストにも出場している。
イートンの最も著名な実績は1964年公開の『007 ゴールドフィンガー』でボンドガールのジル・マスターソン役であり、同じくボンドガールのプッシー・ガロア役として共演したオナー・ブラックマンよりも高い注目を集め、同作で披露した全身に金色のペイントを施した姿でライフ誌の表紙を飾った。同作の「全身に金粉を塗られ皮膚呼吸ができなくなり窒息死する」というキャラクター描写から、「イートンは撮影中に死亡した」という都市伝説が生まれた。
1965年に『姿なき殺人者』に出演してヒュー・オブライエンと共演し、1967年には『一家8人逃亡す』『The Million Eyes of Sumuru』に出演している。イートンは2014年のインタビューで、「私は『The Million Eyes of Sumuru』と『The Girl from Rio』の撮影を終えて飛行機で帰国した後、引退する決意を固めました。2人の息子を置いて撮影に行くことがとても嫌でした。ですが、私はこの2つの映画で邪悪な女性を演じたことがとても楽しかったです。私はこれらの作品がカルト映画になったと信じています」と語っている。

### 引退後
1957年にコリン・レントン・ロウと結婚し、1997年に彼と死別した。彼との間に2人の息子をもうけ、イートンは子供を育てるために女優業から引退した。彼女は1999年にスターログのインタビューで、「キャリアはキャリアですが、私は死ぬまで母親です」と語っている。また、2008年6月18日のインタビューでも同じ言葉を繰り返し、「私にとって最も重要なことは女性であること、魅力的な女優ではなく家族を持つことでした」と付け加えている。
1999年に自伝『Golden Girl』を出版した。

## 主な出演作品
- ライノ!　Rhino! （1964）
- 007 ゴールドフィンガー Goldfinger （1964）
- 姿なき殺人者 Ten Little Indians （1965）
- 海底世界一周　Around the World Under the Sea （1966）
- 一家8人逃亡す　Eight on the Lam （1967）
- 女奴隷の復讐　The Blood of Fu Manchu （1968）